# Mohammed Al-Jahani
Mohammed Sheliah Al-Jahani (en árabe: محمد شليه الجهني‎, nacido el 28 de septiembre de 1974) es un exfutbolista saudita. Jugaba de defensa y su último club fue el Al Ahli de Arabia Saudita.
Al-Jahani desarrolló su carrera enteramente en Al Ahli. Además, fue internacional absoluto por la Selección de fútbol de Arabia Saudita y disputó las Copas Mundiales de la FIFA de 1998 y 2002, así como las Copas Confederaciones de 1997 y 1999.

## Trayectoria

### Clubes
| Club    | País           | Año       |
| ------- | -------------- | --------- |
| Al Ahli | Arabia Saudita | 1992-2004 |

### Selección nacional
| Selección | País           | Año       |
| --------- | -------------- | --------- |
| Sub-20    | Arabia Saudita | 1993      |
| Sub-23    | Arabia Saudita | 1996      |
| Absoluta  | Arabia Saudita | 1994-2002 |

## Estadísticas

### Selección nacional
Fuente:
| Selección de Arabia Saudita | Selección de Arabia Saudita | Selección de Arabia Saudita |
| Año                         | Part.                       | Goles                       |
| --------------------------- | --------------------------- | --------------------------- |
| 1994                        | 5                           | 0                           |
| 1995                        | 5                           | 0                           |
| 1996                        | 23                          | 0                           |
| 1997                        | 16                          | 0                           |
| 1998                        | 15                          | 0                           |
| 1999                        | 14                          | 0                           |
| 2000                        | 10                          | 0                           |
| 2001                        | 9                           | 0                           |
| 2002                        | 7                           | 0                           |
| Total                       | 104                         | 0                           |

#### Participaciones en fases finales
| Torneo                                     | Sede                   | Resultado        | Partidos | Goles |
| ------------------------------------------ | ---------------------- | ---------------- | -------- | ----- |
| Campeonato Mundial Juvenil de la FIFA 1993 | Australia              | Primera fase     | 2        | 0     |
| Juegos Asiáticos de 1994                   | Hiroshima              | Cuartos de final | 5        | 0     |
| Juegos Olímpicos de 1996                   | Atlanta                | Primera fase     | 3        | 0     |
| Copa Asiática 1996                         | Emiratos Árabes Unidos | Campeón          | 6        | 0     |
| Copa Confederaciones 1997                  | Arabia Saudita         | Primera fase     | 2        | 0     |
| Copa Mundial de Fútbol de 1998             | Francia                | Primera fase     | 3        | 0     |
| Copa Confederaciones 1999                  | México                 | Cuarto puesto    | 5        | 0     |
| Copa Asiática 2000                         | Líbano                 | Subcampeón       | 2        | 0     |
| Copa Mundial de Fútbol de 2002             | Corea del Sur / Japón  | Primera fase     | 2        | 0     |

## Palmarés

### Títulos nacionales
| Título                         | Club    | País           | Año  |
| ------------------------------ | ------- | -------------- | ---- |
| Copa del Príncipe de la Corona | Al Ahli | Arabia Saudita | 1998 |
| Copa Federación                | Al Ahli | Arabia Saudita | 2001 |
| Copa del Príncipe de la Corona | Al Ahli | Arabia Saudita | 2002 |
| Copa Federación                | Al Ahli | Arabia Saudita | 2002 |

### Títulos internacionales
| Título                             | Club           | Sede     | Año  |
| ---------------------------------- | -------------- | -------- | ---- |
| Copa Asiática                      | Arabia Saudita | Abu Dabi | 1996 |
| Copa de Naciones Árabe             | Arabia Saudita | Doha     | 1998 |
| Copa de Clubes Campeones del Golfo | Al Ahli        | Riffa    | 2002 |
| Copa de Naciones del Golfo         | Arabia Saudita | Riad     | 2002 |
| Liga de Campeones Árabe            | Al Ahli        | Yeda     | 2002 |

(*) Incluyendo la Selección